# 巴卡爾
54°56′N 58°48′E / 54.933°N 58.800°E
巴卡爾（俄语：Бака́л）是俄羅斯車里雅賓斯克州西部的一個城市，位於車里雅賓斯克以西264公里。2002年人口22,314人。
1757年為鐵工廠而建立。1951年10月25日設市。